# Vantore
Vantore er en lille landsby på det sydøstlige Lolland. Landsbyen ligger i Guldborgsund Kommune og tilhører Region Sjælland.
Vantore nævnes på skrift første gang i 1231. Navnet kommer muligvis af det oprindelige navn på den nu næsten udtørrede Storesø, som da kan have heddet Wanti, af vante i betydn. "mangle" ("søen der ofte mangler vand") med efterleddet wara ("udyrket areal"). Altså Wantiwara: "det udyrkede areal ved søen Wanti". Vantore blev tidligere stavet Vanthore.
Storesø ligger nu som mose- og engstrækninger syd for byen, afvandet mod øst til Guldborg Sund af Mårbækken. Sydvest for byen ligger Lillesø, der afvandes mod syd af Odderbækken. 
I jernalderen lå der et bælte af udyrket jord mellem Vantore og Frejlev, hvilket kan ses af stednavne som Nysted Skov og Bækkeskov. I dag findes kun den østligste del af skovene tilbage under navnet Roden Skov. Vantores område strakte sig i den tidlige middelalder sikkert også rundt om Nysted Nor til det, der i dag er Aalholm Folehave og Aalholm Hestehave. Store dele af sognet var i 12- og 1300-tallet ejet af kongen, som byggede borgen Aalholm før 1300. Men i 1409 fik Nysted købstadsrettigheder, og derfor blev Vantore delt i en stor østlig og en lille vestlig del med Nysted by liggende i midten.
Vantore lægger navn til en håndboldklub. Kampene blev oprindelig spillet udendørs på en græsbane midt på Billevej. Fra 1974 har man spillet i Kettingehallen.
Der omtales en skoleholder i 1657, og en rytterskole blev bygget i 1722 på adressen Vantorevej 65. En ny skole opførtes 1908 på Vantorevej 61. Nedlagdes i 1965. En overgang i første halvdel af 1900-tallet brugtes yderligere en bygning som forskole eller "pogeskole". Både rytterskolen, skolen på Vantorevej 61 og pogeskolen eksisterer endnu.

## Historie
- før 1855: teglværk
- 1886: forsamlingshus
- 1888: andelsmejeri
- 1889: brugsforening
- før 1955: vandværk
- fælles frysehus

## Administrativt/kirkeligt tilhørsforhold

### Tidligere
- Musse Herred, Ålholm Len, Ålholm Amt, Maribo Amt, Storstrøms Amt, Nysted Landsogn, Nysted Kommune
- Fyens Stift

### Nuværende
- Region Sjælland, Guldborgsund Kommune
- Lolland-Falsters Stift, Lolland Østre Provsti, Nysted-Vantore Pastorat, Nysted Landsogn

## Galleri
- Bystævnet
- Rytterskolen
- Den gamle smedje